# Chan Siu Kwong
Chan Siu Kwong (chinesisch 陳兆光; * 30. Mai 1966) ist ein Badmintonspieler aus Hongkong.

## Karriere
Chan Siu Kwong nahm 1992 im Herrendoppel an den Olympischen Sommerspielen in Barcelona teil. Er verlor dabei mit Ng Pak Kum in Runde zwei und wurde somit 9. in der Endabrechnung. Bei der Asienmeisterschaft 1992 gewann er Silber im Mixed mit Chung Hoi Yuk. Im Jahr zuvor hatte er die Australian Open gewonnen. Bei den Hong Kong Open 1993 reichte es dagegen nur zu Rang 5.

## Sportliche Erfolge
| Saison | Veranstaltung      | Disziplin    | Platz | Name                           |
| ------ | ------------------ | ------------ | ----- | ------------------------------ |
| 1991   | Australian Open    | Herrendoppel | 1     | Chan Siu Kwong / Ng Pak Kum    |
| 1992   | Olympia            | Herrendoppel | 9     | Chan Siu Kwong / Ng Pak Kum    |
| 1992   | Asienmeisterschaft | Mixed        | 2     | Chan Siu Kwong / Chung Hoi Yuk |
| 1993   | Hong Kong Open     | Herrendoppel | 5     | Chan Siu Kwong / Ng Pak Kum    |